# 亀崎町 (半田市)
亀崎町（かめざきちょう）は、愛知県半田市の地名。

## 地理
半田市北東部に位置する。東から南は衣浦港、北は亀崎月見町、南西は新居町に接する。

### 人口の変遷
国勢調査による人口および世帯数の推移。
| 1995年（平成7年）  | 840世帯 2581人 |  |
| 2000年（平成12年） | 873世帯 2411人 |  |
| 2005年（平成17年） | 839世帯 2241人 |  |
| 2010年（平成22年） | 908世帯 2397人 |  |
| 2015年（平成27年） | 856世帯 2245人 |  |
| 2020年（令和2年）  | 854世帯 2106人 |  |

## 歴史

### 地名の由来
『尾張国地名考』は「神崎」であったものが変化したといい、『尾張志』は「本国帳に従三位神前天神」とあることをその証左とし、『徇行記』は亀に似た地形であったことによるという。

### 沿革
- 戦国時代 - 尾張国知多郡に亀崎の地名がみえる[2]。織田家家臣の長田弥左衛門の知行地であった[2]。
- 江戸時代 - 尾張国知多郡亀崎村として所在[2]。
- 1889年（明治22年） - 市制町村制下の知多郡亀崎村となる[3]。
- 1906年（明治39年） - 合併により、亀崎村大字亀崎となる[3]。
- 1937年（昭和12年） - 合併により、半田市大字亀崎となる[3]。
- 1951年（昭和26年） - 一部が平地町・阿原町・新居町・前田町にそれぞれ編入される[3]。
- 1957年（昭和32年） - 大字亀崎は残部が亀崎町・亀崎新田町・亀崎大洞町・亀崎相生町・亀崎高根町・亀崎常盤町・亀崎北浦町・亀崎月見町にそれぞれ編入され、消滅[3]。
- 1967年（昭和42年） - 一部が州の崎町に編入される[3]。

## 交通
- 国道366号[1]

## 施設
- 亀崎保育園[1]
- 亀崎郵便局[1]
- 亀崎公民館[1]
- 半田市立亀崎図書館
- 亀崎公園[1]
- 知多信用金庫亀崎支店[1]
- 望洲楼 - 料亭。
- 伊東株式会社 - 日本酒メーカー。
  - 伊東合資 - 伊東の旧酒蔵を活用した複合施設
- 盛田金しゃち酒造 - 日本酒メーカー。
- 間瀬家住宅（作右衛門屋敷） - 登録有形文化財。
- 立川美術館
- 旧藤友呉服店 - 半田市景観重要建造物。
- 成田家の本宅 - 半田市景観重要建造物。
- 旧伊藤三綿店舗

- 半田市立亀崎図書館
- 伊東株式会社
- 盛田金しゃち酒造
- 間瀬家住宅（作右衛門屋敷）
- 旧藤友呉服店
- 成田家の本宅
- 旧伊藤三綿店舗

## 名所・旧跡
- 神前神社[1] - 亀崎潮干祭を開催。
- 秋葉社[1]
- 尾張三社[1]
- 海潮院 - 曹洞宗の寺院[1]。
- 浄顕寺 - 真宗大谷派の寺院[1]。
- 来教寺[1]
- 金剛寺[1]
- 亀崎城址[1]
- 亀崎渡船場跡

- 尾張三社
- 海潮院
- 浄顕寺
- 亀崎渡船場跡
- 亀崎潮干祭の山車蔵

### WEB
1. ↑  “愛知県半田市の町丁・字一覧”.   人口統計ラボ. 2023年11月25日閲覧。
2. 1 2  総務省統計局 (2022年2月10日). “令和2年国勢調査の調査結果(e-Stat) - 男女別人口，外国人人口及び世帯数－町丁・字等” (CSV). 2023年8月2日閲覧。
3. ↑  “愛知県半田市の郵便番号一覧”.   日本郵便. 2023年11月25日閲覧。
4. ↑  “市外局番の一覧” (PDF).   総務省 (2022年3月1日). 2022年3月22日閲覧。
5. ↑  総務省統計局 (2014年3月28日). “平成7年国勢調査の調査結果(e-Stat) - 男女別人口及び世帯数 －町丁・字等” (CSV). 2021年7月20日閲覧。
6. ↑  総務省統計局 (2014年5月30日). “平成12年国勢調査の調査結果(e-Stat) - 男女別人口及び世帯数 －町丁・字等” (CSV). 2021年7月20日閲覧。
7. ↑  総務省統計局 (2014年6月27日). “平成17年国勢調査の調査結果(e-Stat) - 男女別人口及び世帯数 －町丁・字等” (CSV). 2021年7月21日閲覧。
8. ↑  総務省統計局 (2012年1月20日). “平成22年国勢調査の調査結果(e-Stat) - 男女別人口及び世帯数 －町丁・字等” (CSV). 2021年7月21日閲覧。
9. ↑  総務省統計局 (2017年1月27日). “平成27年国勢調査の調査結果(e-Stat) - 男女別人口及び世帯数 －町丁・字等” (CSV). 2021年7月21日閲覧。

### 書籍

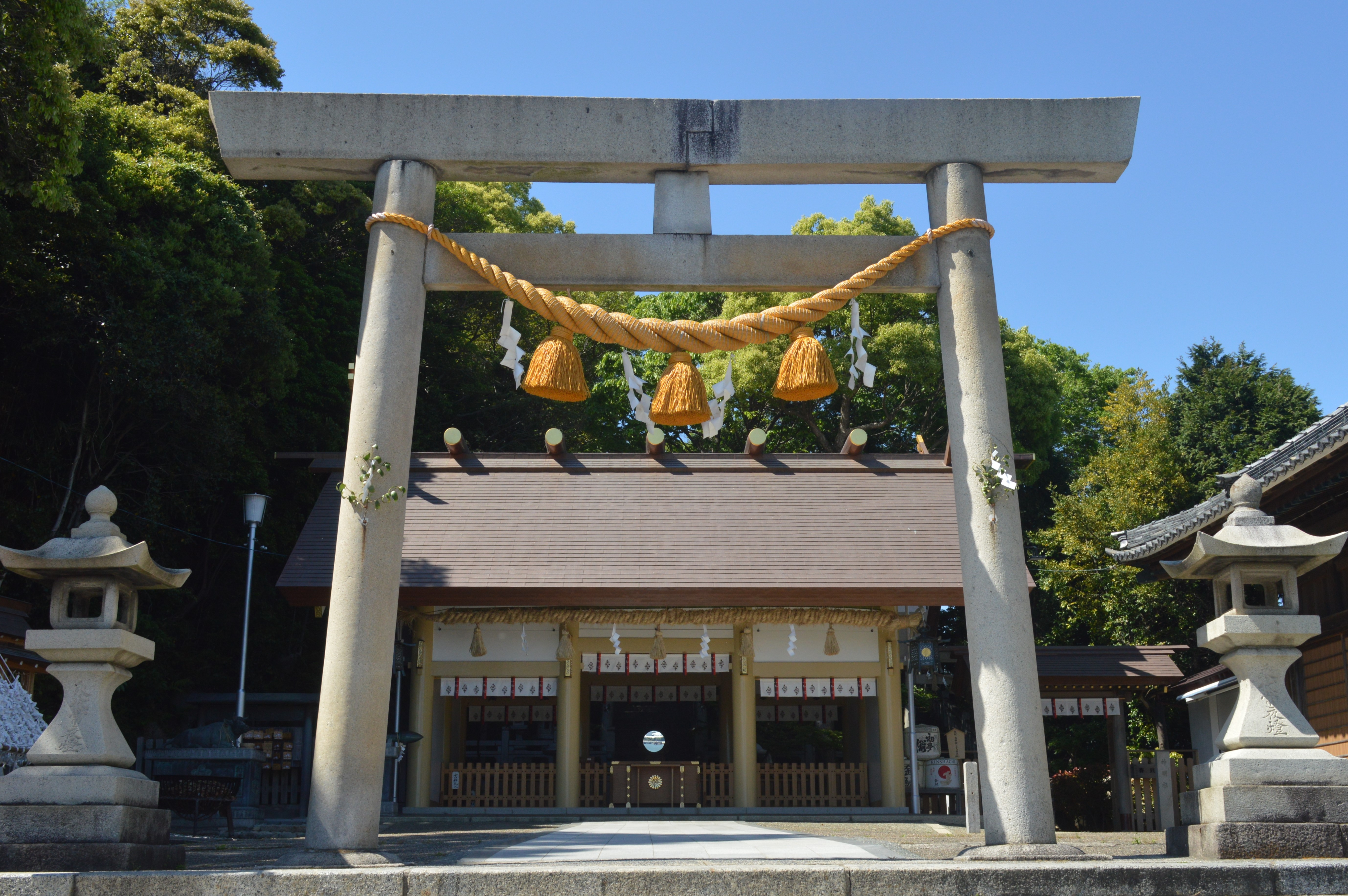
神前神社

1. 1 2 3 4 5 6 7 8 9 10 11 12 13 14 15 16  「角川日本地名大辞典」編纂委員会 1989, p. 1817.

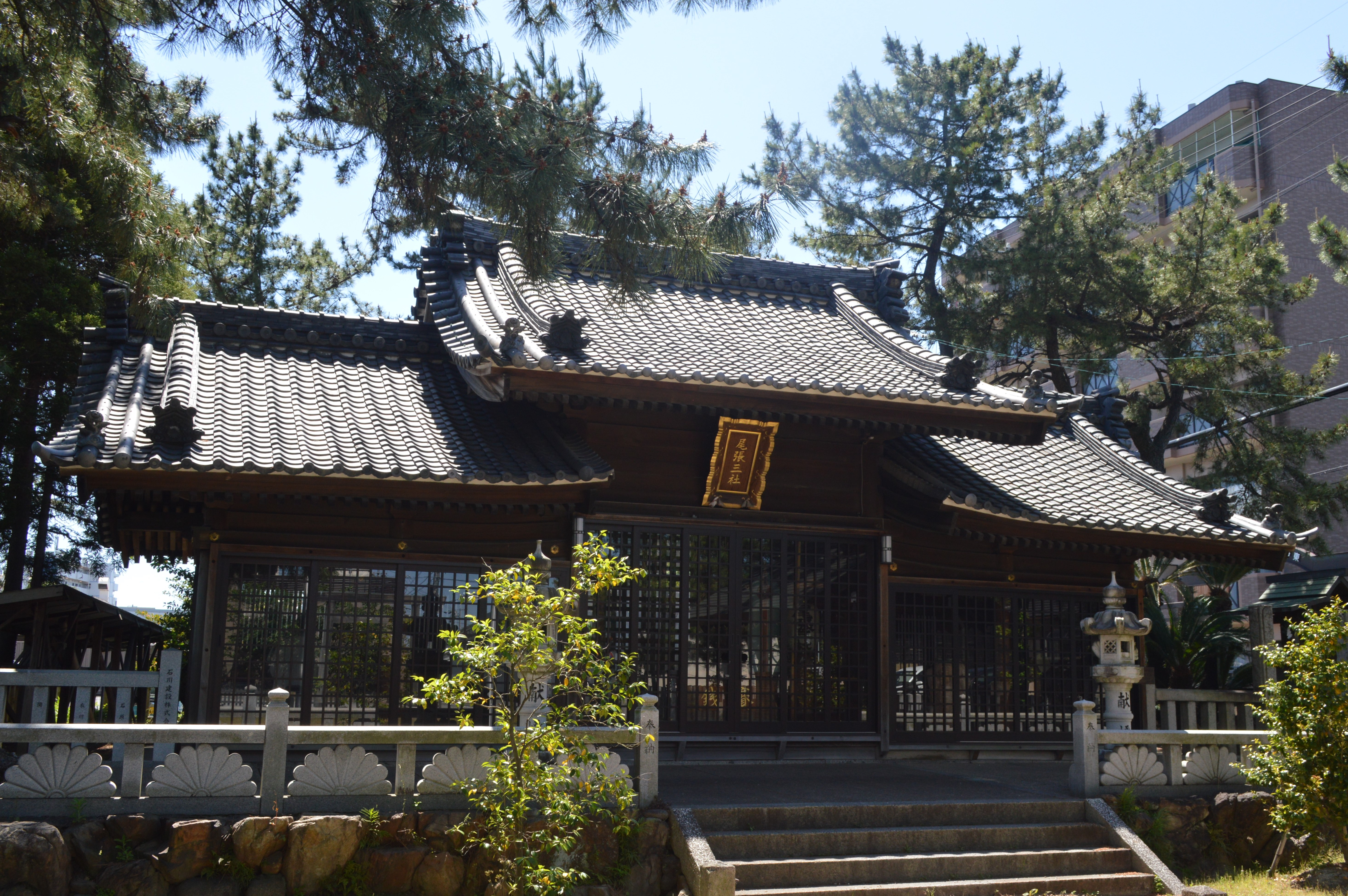
尾張三社
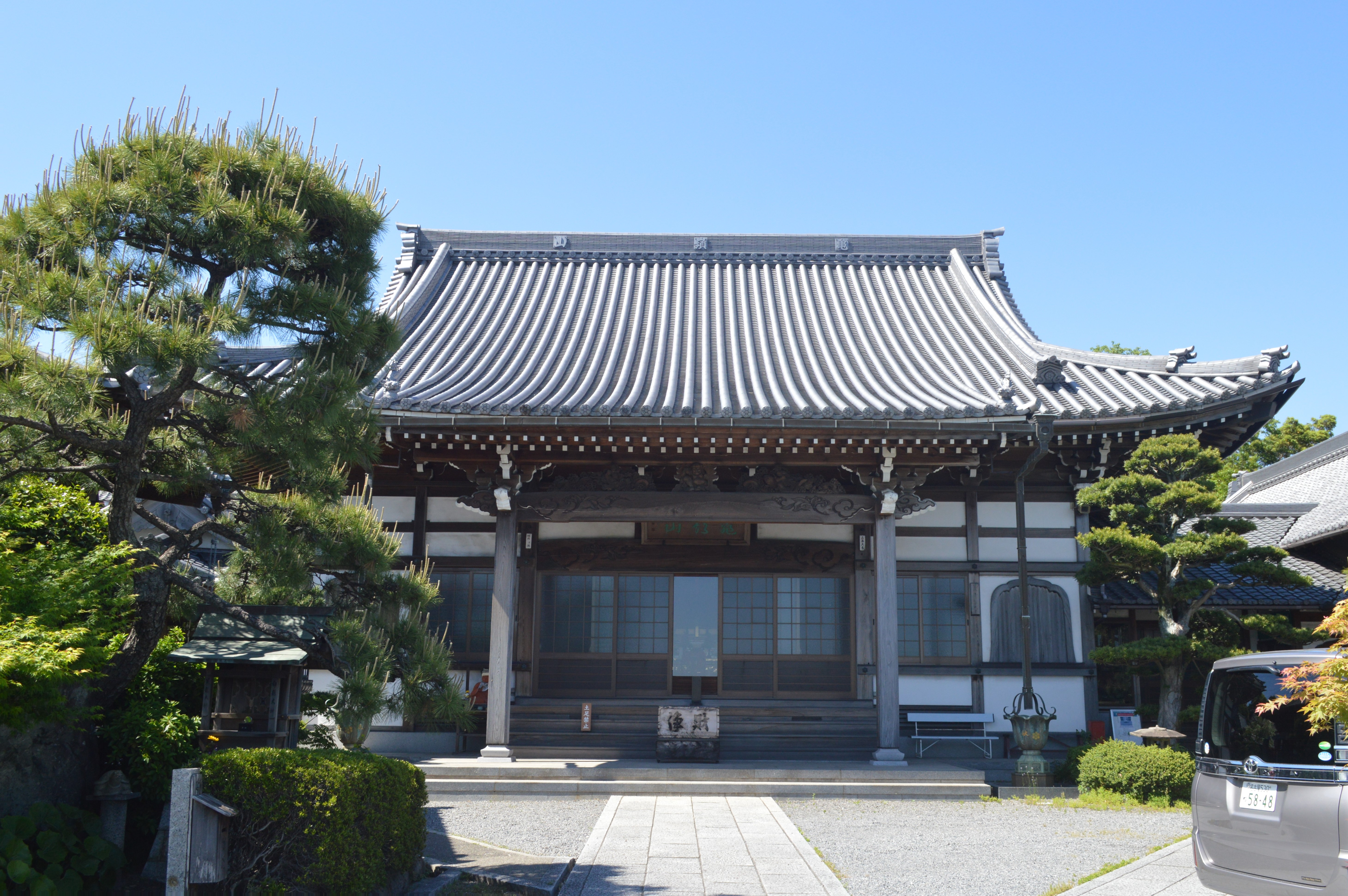
海潮院
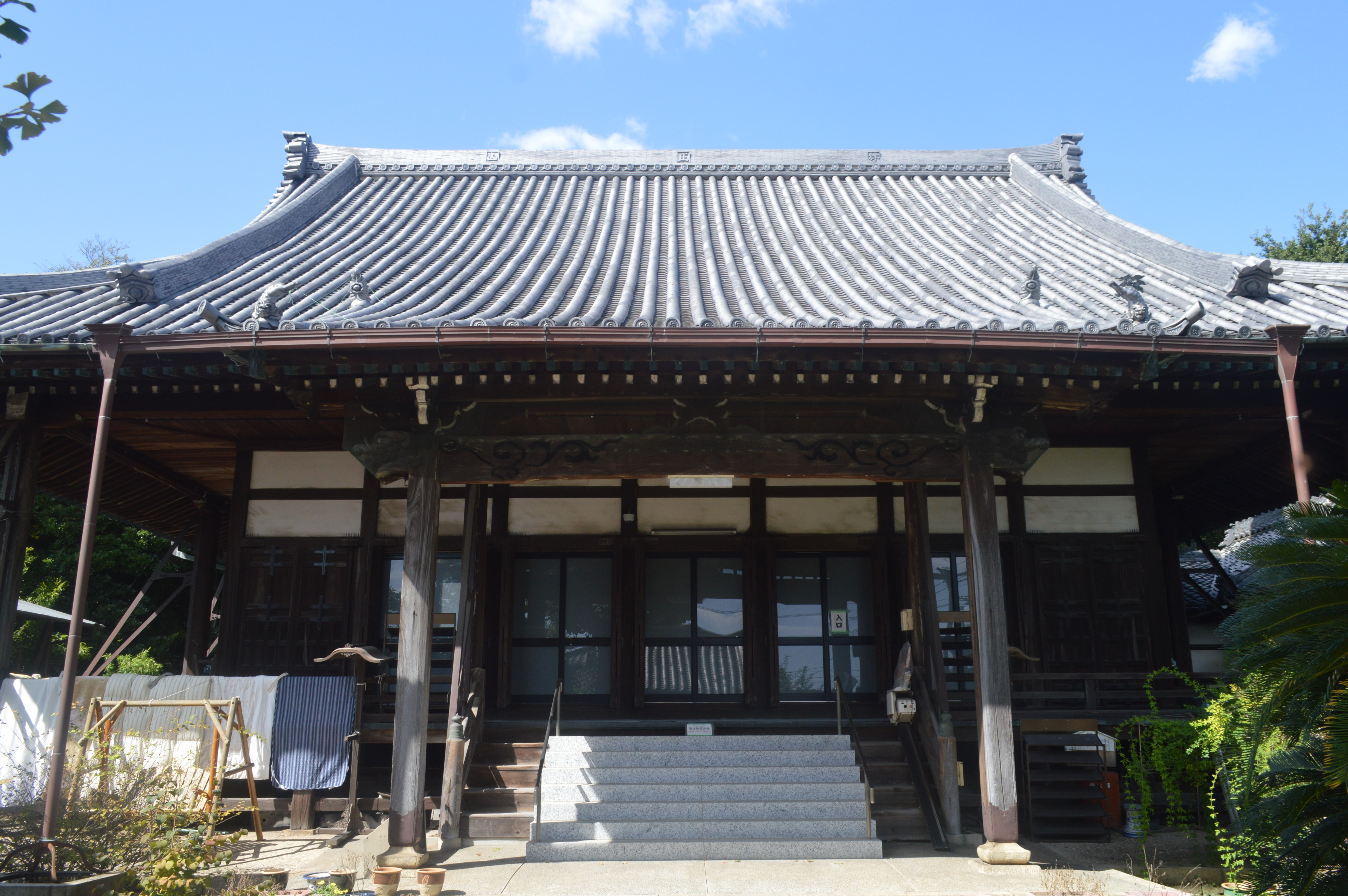
浄顕寺
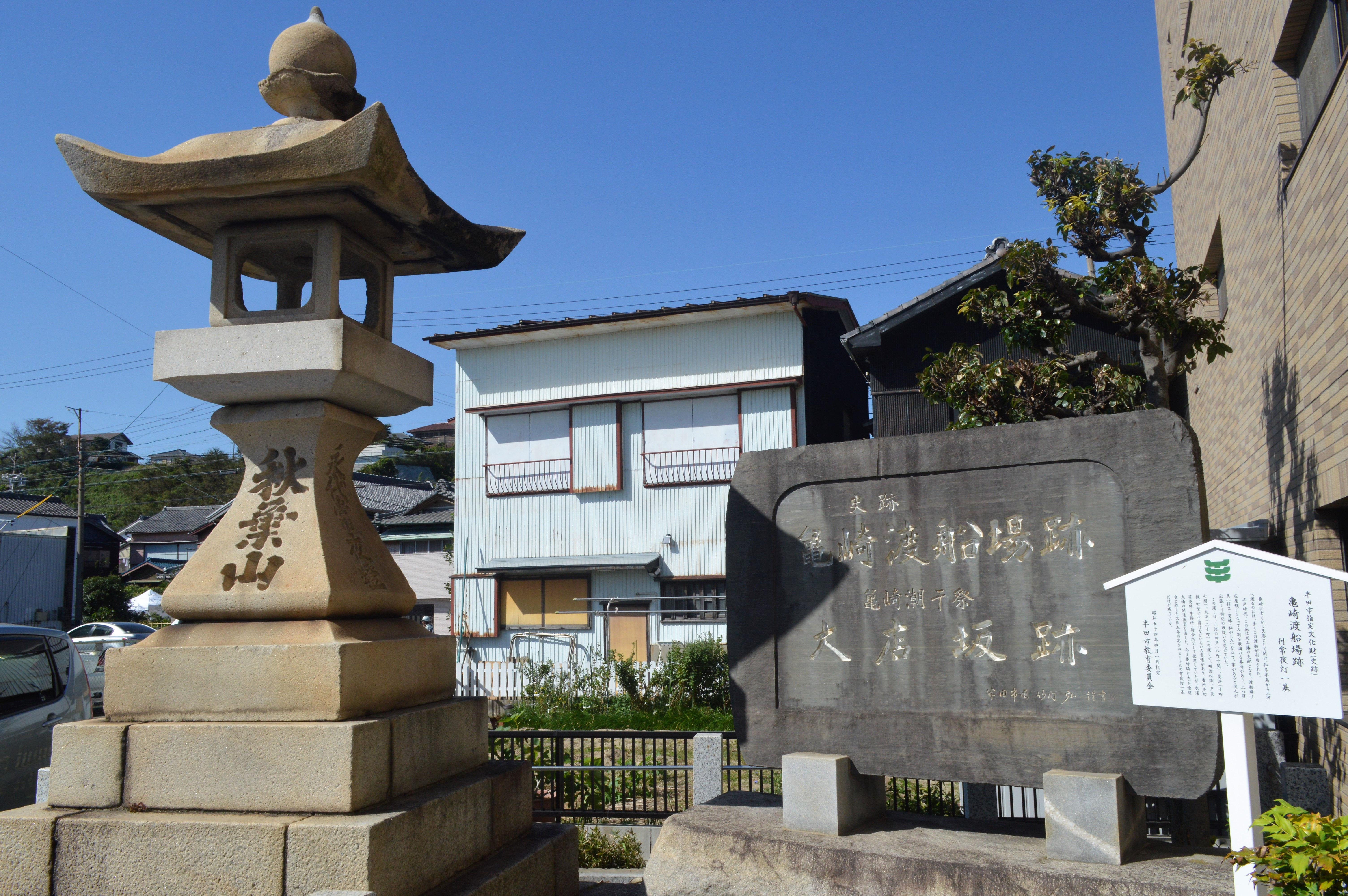
亀崎渡船場跡
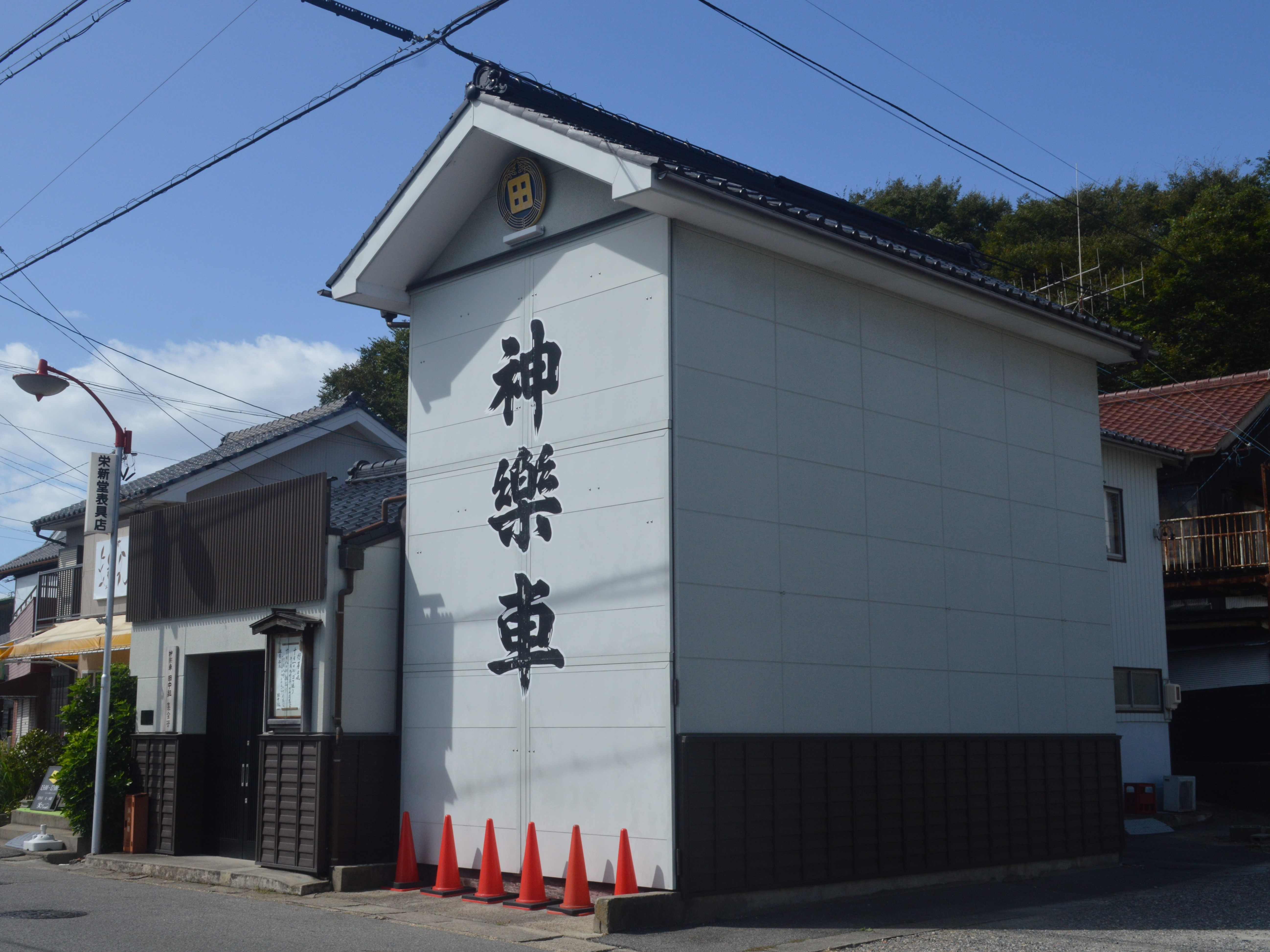
亀崎潮干祭の山車蔵

2. 1 2 3 4  「角川日本地名大辞典」編纂委員会 1989, p. 431.
3. 1 2 3 4 5 6  「角川日本地名大辞典」編纂委員会 1989, p. 432.